# Eptesicus gobiensis
Eptesicus gobiensis es una especie de murciélago de familia Vespertilionidae.
Puede ser encontrada en los siguientes países: Afganistán, China, India, Mongolia, Pakistán y Rusia.